# نوی ییچین
نُوی یْیچین (به چکی: Nový Jičín) شهری در منطقه موراویا-سیلزیا کشور جمهوری چک است که جمعیت آن در سال ۲۰۰۷ میلادی ۲۶٫۱۸۰ نفر بوده‌است.